# Нировце
Нировце (словац. Nýrovce) — село, громада округу Левіце, Нітранський край. Кадастрова площа громади — 13.49 км². Протікає річка Нириця.
Населення 499 осіб (станом на 31 грудня 2018 року).

## Історія
Нировце згадується 1247 року.

## Населення
| Рік:            | 1994. | 2004.   | 2014.   | 2024.   |
| --------------- | ----- | ------- | ------- | ------- |
| Кількість осіб: | 587   | 569     | 525     | 499     |
| Різниця:        |       | -3,06 % | -7,73 % | -4,95 % |

| Рік:            | 2023. | 2024.   |
| --------------- | ----- | ------- |
| Кількість осіб: | 507   | 499     |
| Різниця:        |       | -1,57 % |